# Fleming Island
Fleming Island – jednostka osadnicza w Stanach Zjednoczonych, w stanie Floryda, w hrabstwie Clay.